# 磯城瑞籬宮

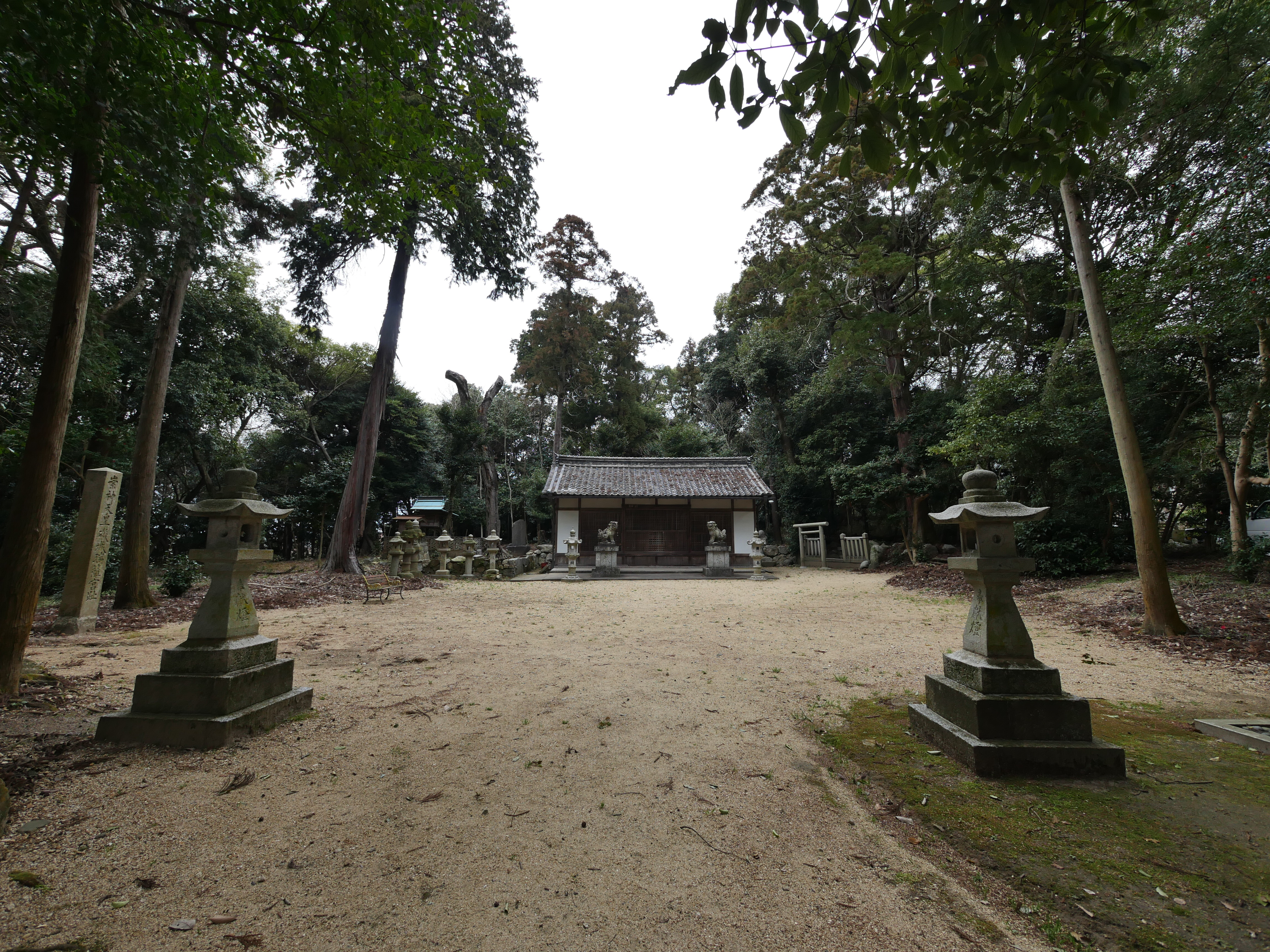
磯城瑞籬宮跡

磯城瑞籬宮（しきのみずかきのみや）は、日本書紀に記載されている崇神天皇の都。
奈良県桜井市金屋に存在していたと推定されており、志貴御県坐神社には大正年間に「崇神天皇磯城瑞籬宮跡」の石碑が建てられている。本宮の北側には三輪山（大神神社）が鎮座する。周辺には纏向遺跡をはじめとする古墳時代前後の遺跡が存在し、箸墓古墳やホケノ山古墳、崇神天皇陵、景行天皇陵、垂仁天皇陵などの巨大前方後円墳群が点在する。